# Marc Millecamps
Marc Millecamps  est un footballeur belge, né le 9 octobre 1950 à Waregem (Belgique).
Il a évolué au KSV Waregem comme milieu de terrain. International, il a été sélectionné pour le championnat d'Europe 1980 en Italie et la Coupe du monde 1982 en Espagne.
Il est le frère de Luc Millecamps, défenseur de Waregem et de l'équipe de Belgique.

## Palmarès
- Vice-champion d'Europe en 1980
- Participation à la Coupe du monde de 1982 en Espagne